# كوادريليون
كوادريليون هو عدد يساوي مليون مليار.
يكتب الكوادريليون كما يلي: 000 000 000 000 000 1 (واحد عن يمينه خمسة عشر صفراً) 1015.